# Orientacja (matematyka)
Zasugerowano, aby zintegrować ten artykuł z artykułem powierzchnia zorientowana. Nie opisano powodu propozycji integracji.

Układ lewoskrętny (po lewej) i prawoskrętny

Orientacja – pojęcie matematyczne odnoszące się do kilku obiektów oznaczające intuicyjnie określenie „strony” wierzchniej lub spodniej („lewej” lub „prawej”) obiektu. W szczególności jeżeli dana przestrzeń nie jest orientowalna, to znaczy, że nie jest możliwe wyróżnienie jej „stron”.
Orientacja rzeczywistej przestrzeni liniowej to podział baz uporządkowanych na „dodatnio” zorientowane i „ujemnie” zorientowane. W trójwymiarowej przestrzeni euklidesowej dwie możliwe orientacje baz nazywa się prawoskrętną i lewoskrętną (zob. reguła prawej dłoni). Jednakże wybór orientacji jest niezależny od skrętności bazy (chociaż o bazach prawoskrętnych mówi się zwykle, że są zorientowane dodatnio, można jednak przypisać im orientację ujemną).

## Przestrzeń liniowa
Niech {\displaystyle X} będzie {\displaystyle n}-wymiarową rzeczywistą przestrzenią liniową, zaś układy wektorów {\displaystyle a_{1},\dots ,a_{n}} oraz {\displaystyle b_{1},\dots ,b_{n}} jej bazami algebraicznymi. Macierz przejścia {\displaystyle P_{ab}} od bazy {\displaystyle (a_{i})} do {\displaystyle (b_{i})} jest nieosobliwa. Oczywiście macierzą przejścia {\displaystyle P_{ba}} od bazy {\displaystyle (b_{i})} do {\displaystyle (a_{i})} jest macierz do niej odwrotna. Obie te macierze posiadają wyznacznik tego samego znaku.
Bazy {\displaystyle (a_{i}),(b_{i})} przestrzeni {\displaystyle X} są zgodnie zorientowane, jeżeli wyznacznik macierzy przejścia {\displaystyle P_{ab}} jest dodatni, w przeciwnym wypadku mówi się, że bazy te są przeciwnie zorientowane. Relacja zgodnego zorientowania między bazami przestrzeni {\displaystyle X} jest relacją równoważności, zatem rozbija ona rodzinę wszystkich baz tej przestrzeni na klasy abstrakcji nazywane orientacjami tej przestrzeni. Jeżeli {\displaystyle (a_{i})} jest ustaloną bazą {\displaystyle X,} to każda baza jest zorientowana zgodnie z nią lub z bazą {\displaystyle -a_{1},a_{2},\dots ,a_{n}.} Jeżeli {\displaystyle \tau } jest orientacją {\displaystyle X,} to jej drugą orientację nazywamy przeciwną względem {\displaystyle \tau } i oznaczamy {\displaystyle -\tau .}
Parę {\displaystyle (X,\tau ),} czyli przestrzeń liniową {\displaystyle X} wraz z ustaloną jej orientacją {\displaystyle \tau } nazywa się przestrzenią zorientowaną. Orientację przestrzeni {\displaystyle \mathbb {R} ^{n}} wyznaczoną przez jej bazę kanoniczną określa się jako orientację dodatnią, zaś przeciwną względem niej – orientacją ujemną.